# Вулиця Стрийська (Дрогобич)
В́улиця Стрийська (літературні назви: вулиця Крокодилів, вулиця Св.Якова)  — найдовша вулиця Дрогобича (завдовжки понад 4 км),  названа на честь напрямку, який веде до міста Стрий. 

## Розташування
Вулиця простягається від перетину вулиць Івана Мазепи та Лесі Українки до річки Тисмениці. Забудована, здебільшого, багатоповерхівками (лівий бік) та одноповерховими будинками першої половини ХХ ст. (правий бік). 
Батько Івана Франка Яків Франко на цій вулиці вчився ковалювати у знаного дрогобицького коваля Михайла Мороза.
Уславлена вулиця стала завдяки твору Бруно Шульца «Вулиця Крокодилів», де вулиця тлумачиться як «промислово-торговельний дистрикт», як місце, де «розвинулися сучасні, тверезі форми комерції», де мешкає «усяке шумовиння», «безликі дрібнуваті типки», «повії».

## Об'єкти вулиці Стрийської
- № 1 — Церква святих Апостолів Петра і Павла (УГКЦ).
- № 3 — Навчально-науковий інститут фізики, математики, економіки та інноваційних технологій, ДДПУ. Музей «Тюрма на Стрийській», який розташований на території колишньої катівні НКВС-МДБ-КДБ СРСР у Дрогобичі.
- № 22 — Дрогобицьке відділення поліції.
- № 28 — Ліцей №4 імені Лесі Українки.
- № 29 — ДП «Дрогобицьке лісове господарство».
- № 64 — Дрогобицьке міське відділення Державної міграційної служби України.
- № 98 — Факультет фізичного виховання ДДПУ, колишня будівля школи №10.
- № 104 — Дрогобицьке Управління експлуатації газового господарства, філія ПАТ «Львівгаз».
- № 118 — Дрогобицьке відділення електропостачання ПрАТ «Львівобленерго»
- № 173 — Церква Преображення Господа нашого Ісуса Христа (УГКЦ).
- № 443/2 — Дрогобицька районна лікарня №5.

## Світлини

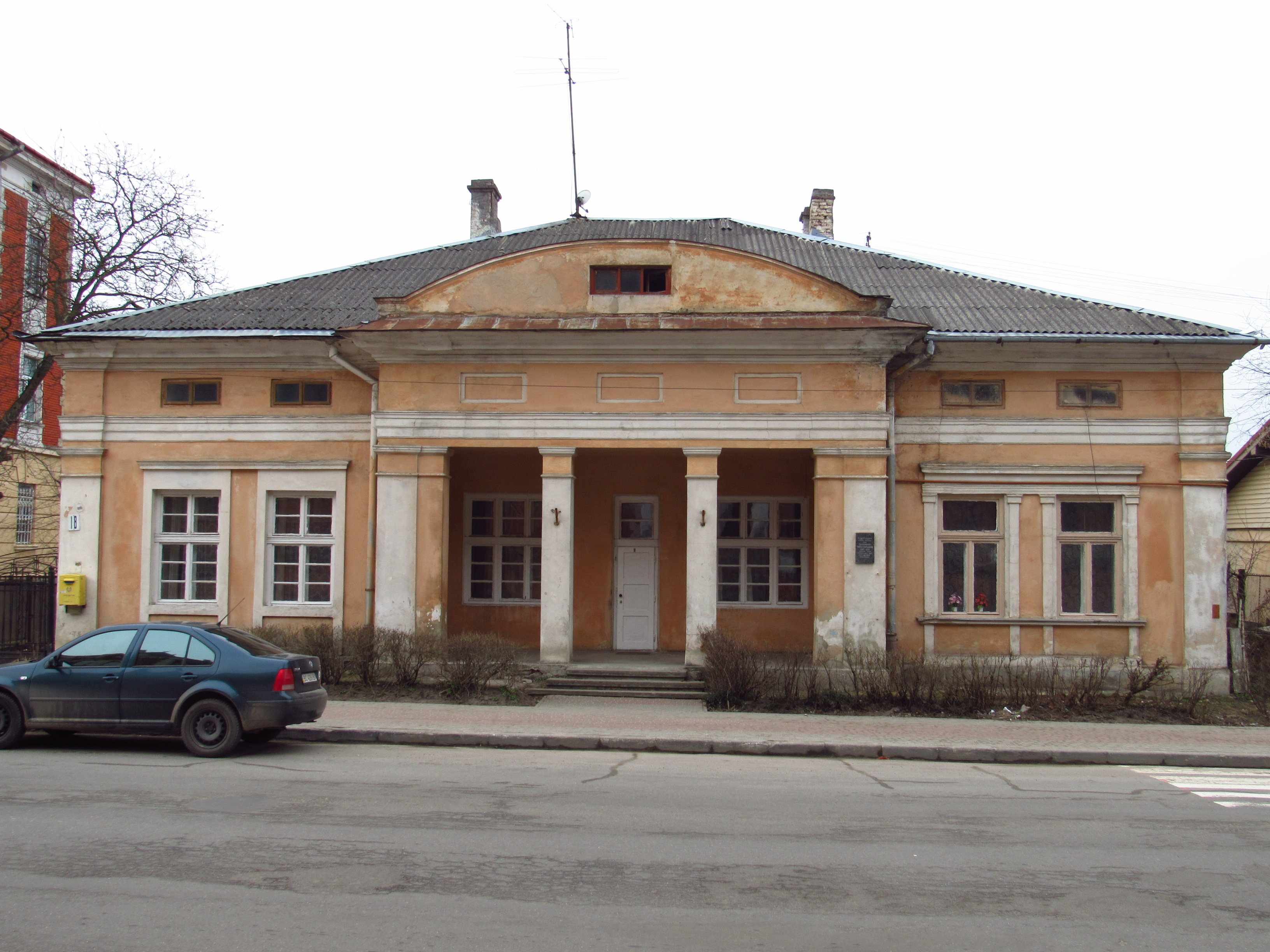
Вулиця Стрийська, 18. Житловий будинок
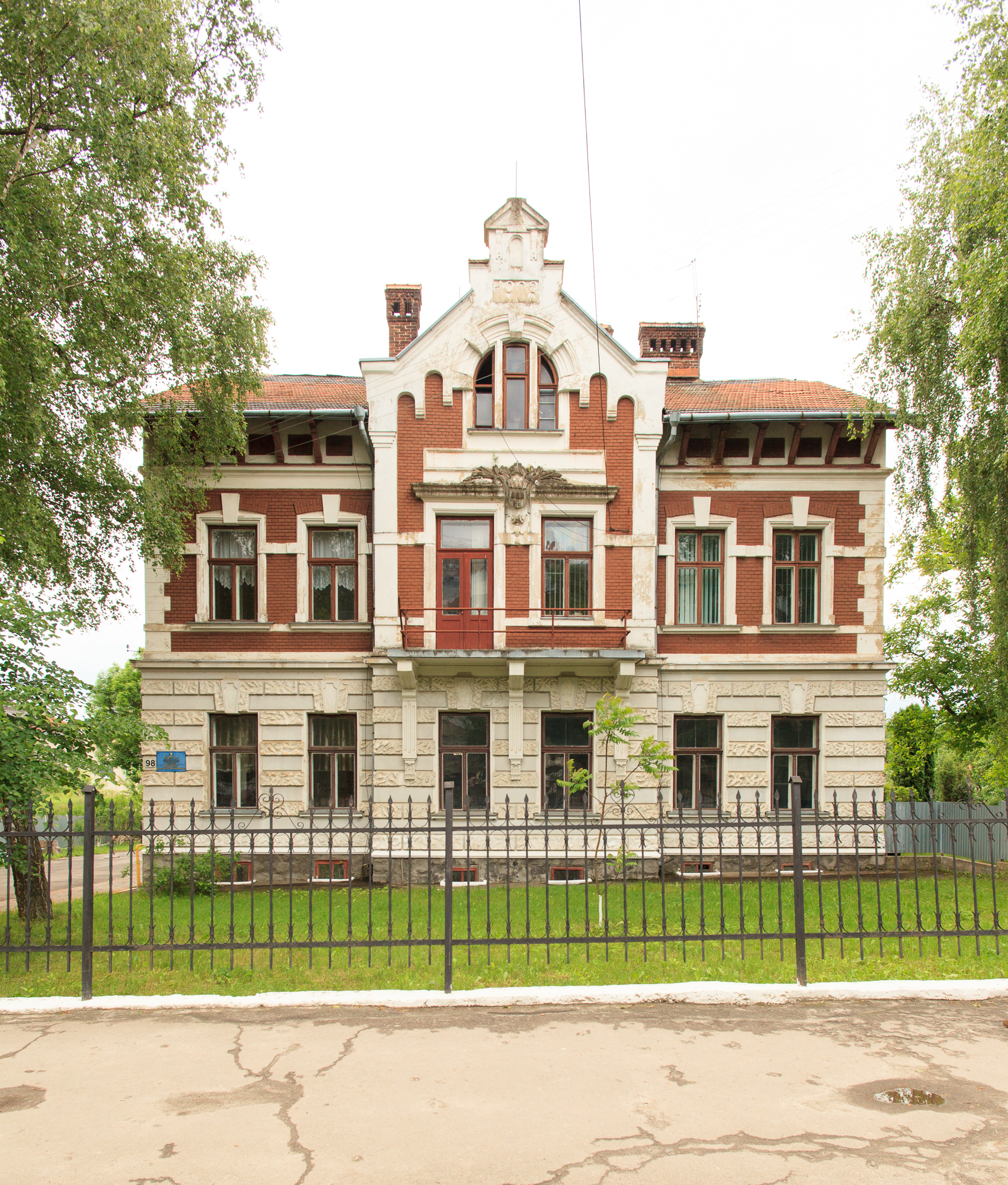
Вулиця Стрийська. 98. Факультет фізичного виховання ДДПУ, колишня будівля школи №10
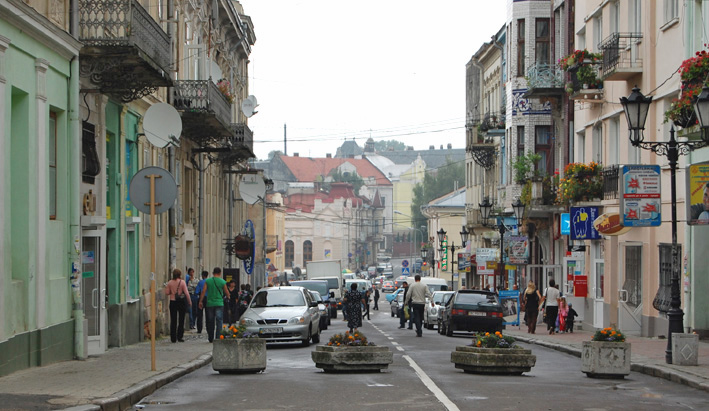
Вигляд вулиці Стрийської з середмістя
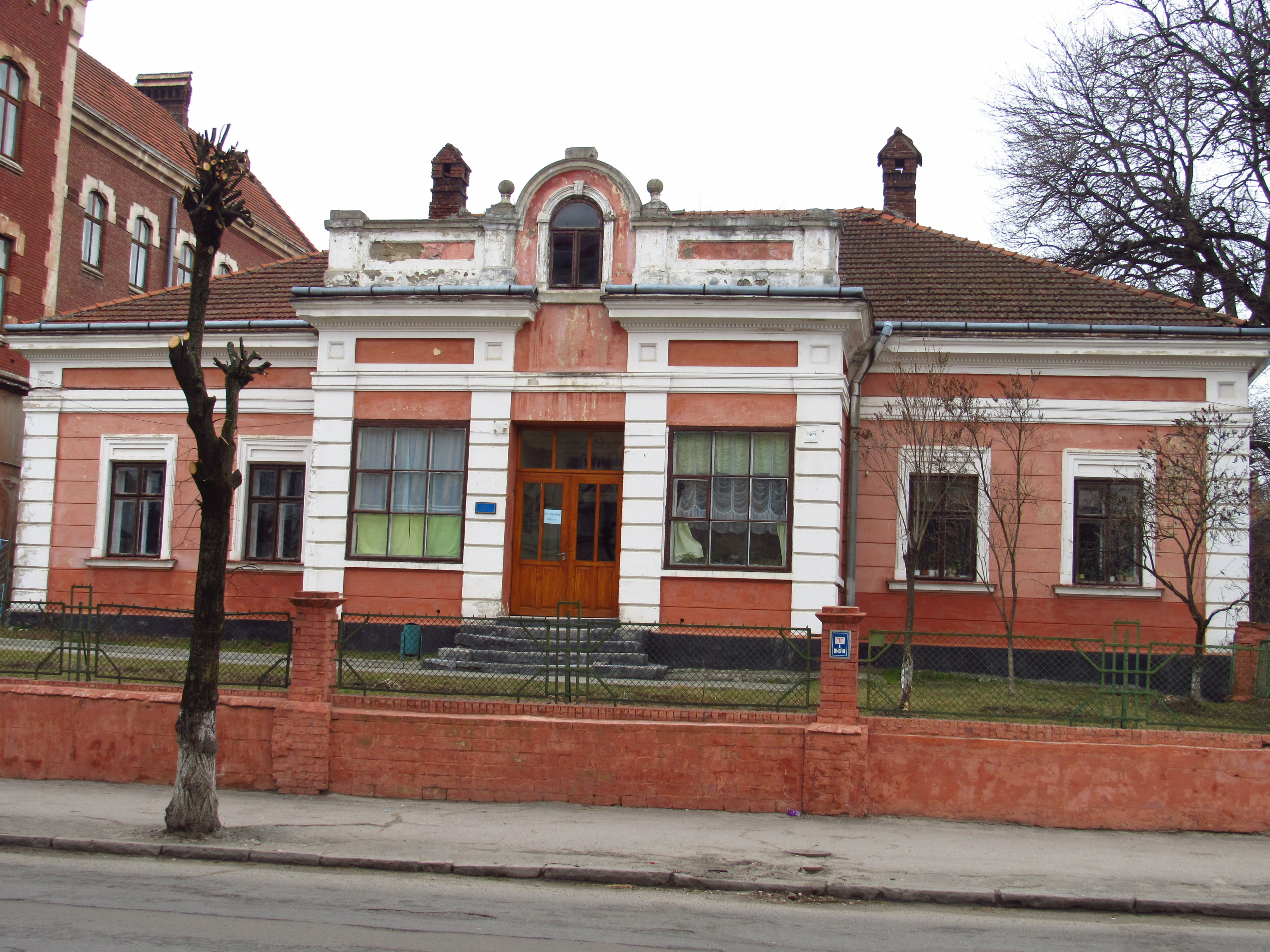
Вулиця Стрийська, 5. Садиба

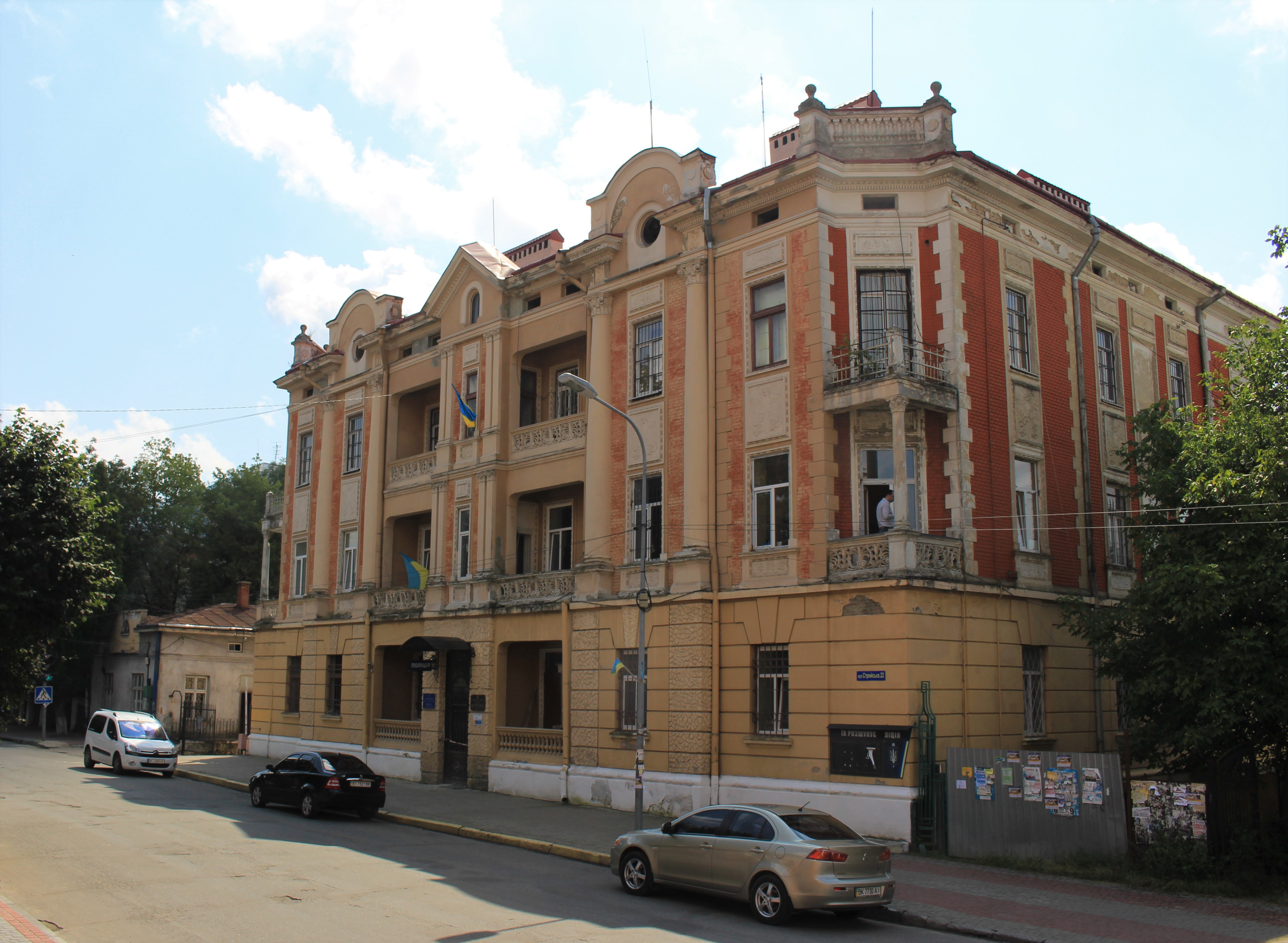
Вулиця Стрийська, 22. Дрогобицьке відділення поліції
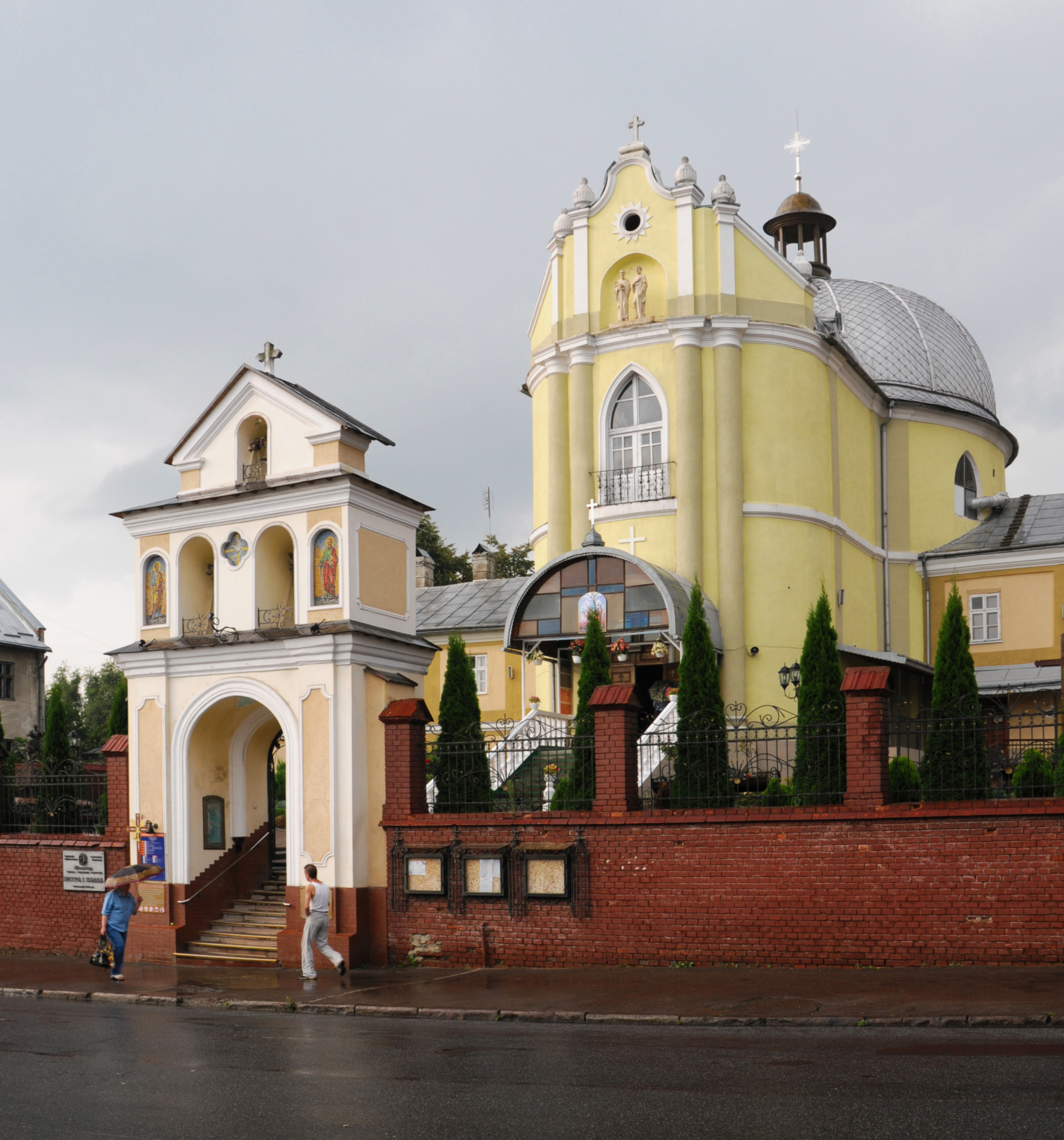
Вулиця Стрийська, 1. Церква Святих Апостолів Петра і Павла
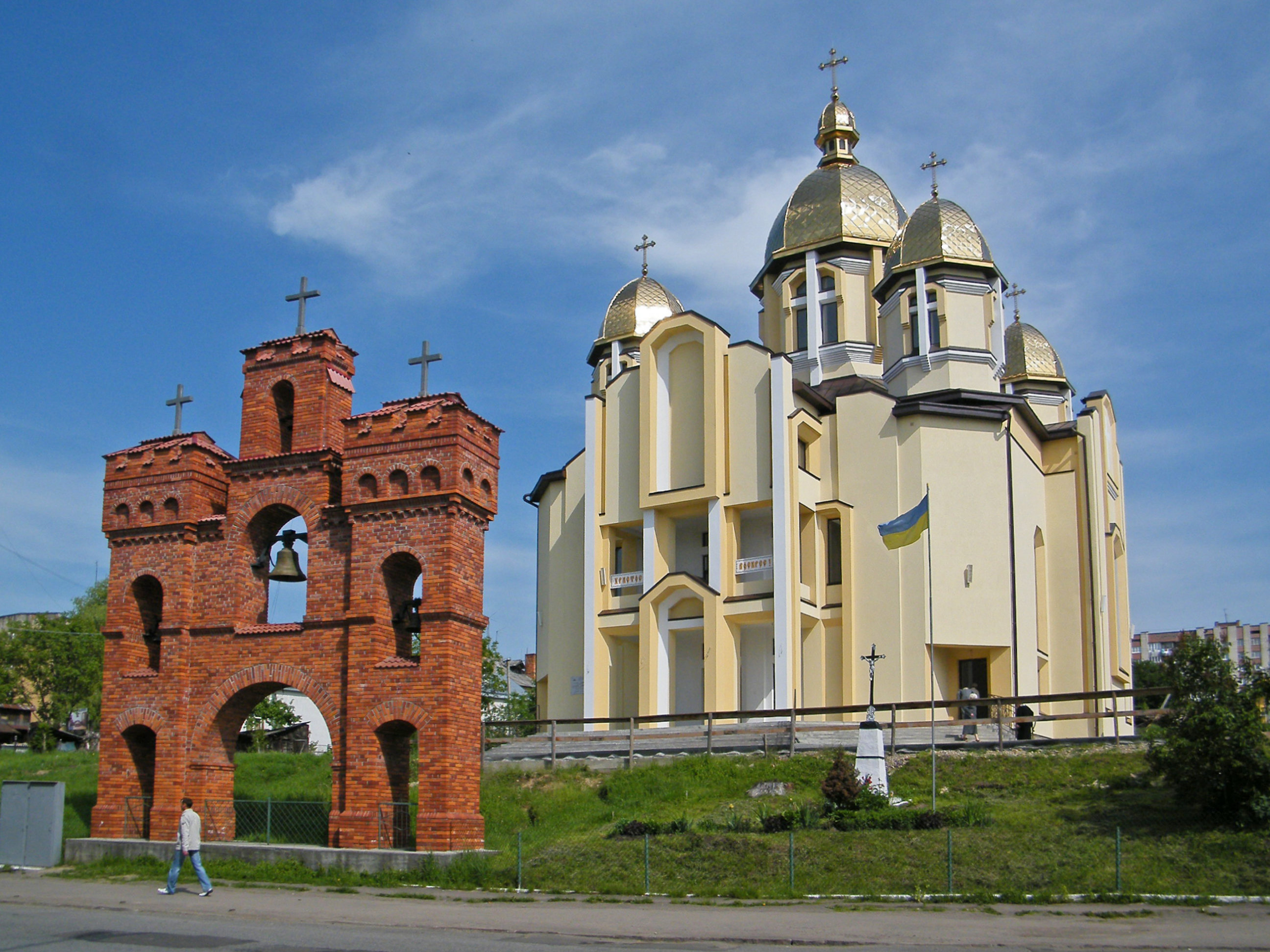
Вулиця Стрийська, 173. Церква Преображення Господа нашого Ісуса Христа (Спаса)
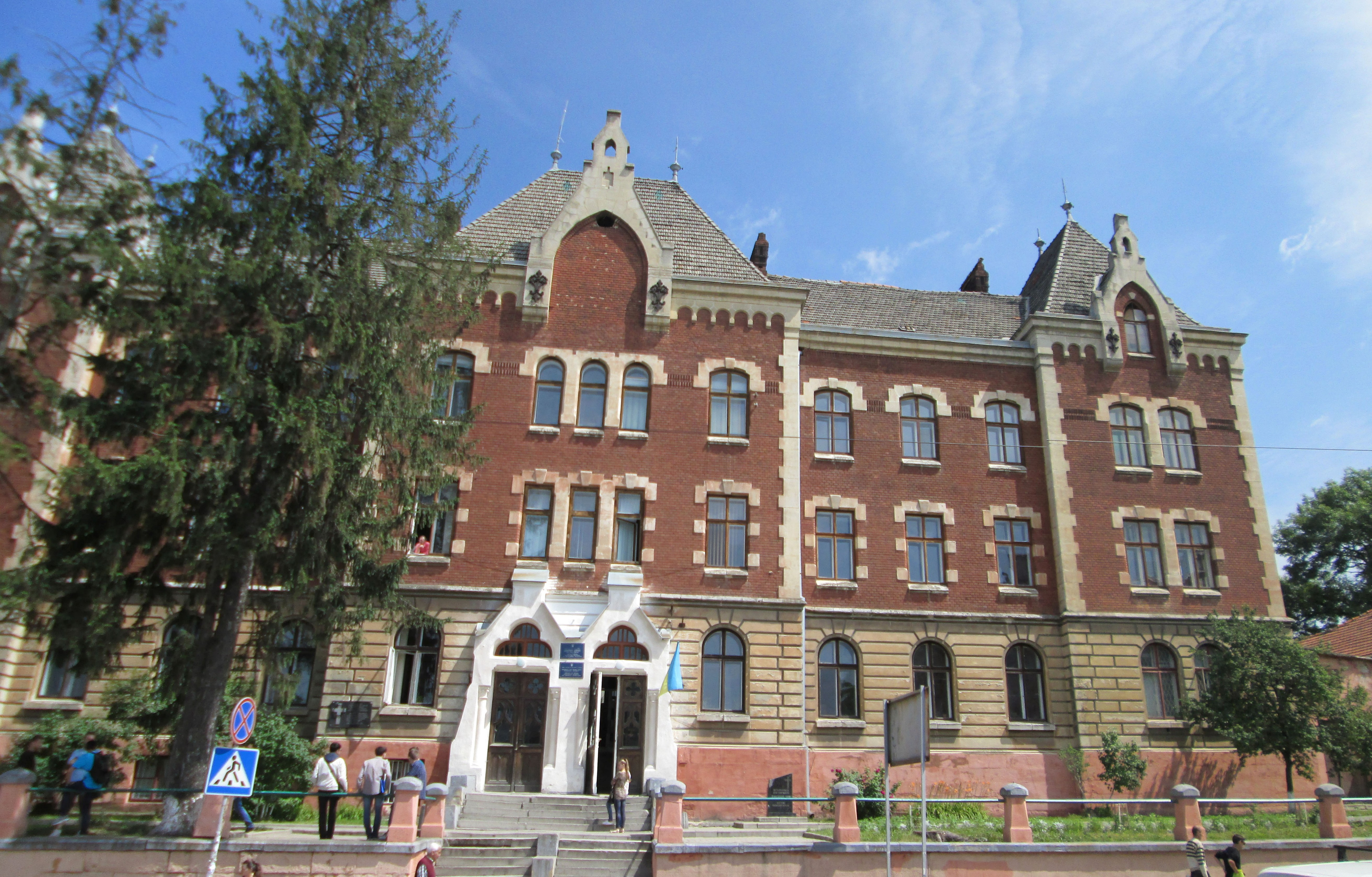
Вулиця Стрийська, 3. Навчально-науковий інститут фізики, математики, економіки та інноваційних технологій, ДДПУ